# Huyghens

Huyghens is een uit Arnhem afkomstig geslacht waarvan leden sinds 1816 tot de Nederlandse adel behoren en dat in 1861 uitstierf.

## Geschiedenis
De stamreeks begint met Wilhem Hugen die tussen 1438 en 1482 te Arnhem vermeld wordt. Zijn kleinzoon Thonis Huegen de jonge (†1565) werd schepen van Arnhem, diens zoon Willem Huygen (†1616) werd schepen en burgemeester van Arnhem.
Mr. Hendrik Huyghens (1755-1838) werd bij Koninklijk Besluit van 24 november 1816 verheven in de Nederlandse adel. Met zijn jongste dochter stierf het geslacht in 1861 uit.

## Enkele telgen
Hendrik Huyghens (1677-1746), rekenmeester en thesaurier-extra-ordinaris van Amsterdam
- Mr. Joost Huyghens (1723-1800), raad in de vroedschap van Haarlem, thesaurier en burgemeester van Haarlem, mede-oprichter van de Koninklijke Hollandsche Maatschappij der Wetenschappen
  - Jhr. mr. Hendrik Huyghens (1755-1838), secretaris van Amsterdam, lid provinciale en gedeputeerde staten van Holland
    - Jkvr. Sophia Cornelia Huyghens (1785-1856); trouwde in 1811 met Carel baron de Vos van Steenwijk, heer van Dikninge en De Hogenhof (1759-1830), raadpensionaris
    - Jkvr. Carolina Eleonora IJsbrandina Huyghens (1788-1822); trouwde in 1815 met Gérard Maximilien Reinier Théodore (baron) Bouwens van der Boyen (1793-1879), page van koning Lodewijk Napoleon, commandant-adjudant van de Gardes d'Honneur, lid van de familie Bouwens
    - Jkvr. Anna Henriette Huyghens (1797-1861), laatste telg van het geslacht